# Milan Fukal
Milan Fukal (* 16. května 1975, Jablonec nad Nisou, Československo) je bývalý český fotbalový obránce a reprezentant. Mimo ČR působil na klubové úrovni v Německu a Rakousku. Od června roku 2017 byl místopředsedou Hráčské fotbalové unie, ve které od jejího vzniku zastával roli ambasadora. Místopředsednickou funkci zastával až do června 2021.

## Klubová kariéra
Do ligového fotbalu se prosadil v dresu Jablonce. Zde nastupoval na postu pravého obránce či pravého záložníka. S Jabloncem si zahrál i Pohár UEFA. Talentovaného obránce s čichem na góly v posledních minutách si všimla pražská Sparta. Zde Milan Fukal hrával pravidelně v základu jak v domácí lize, tak v Lize mistrů.
V roce 2000 přestoupil do bundesligového Hamburku. Tady odehrál čtyři roky a pak přestoupil do Borussie Mönchengladbach, kde hrál dva roky. Nakonec se vrátil domu do Jablonce. Odehrál zde dvě sezóny a opět odešel do ciziny, do rakouského klubu Kapfenberger SV. V létě 2011 přestoupil do FC Hradec Králové, kde nosil kapitánskou pásku. Před koncem ligového ročníku 2012/13 byl novým trenérem Lubošem Prokopcem vyřazen z kádru A-týmu. Hradec neminul sestup do 2. ligy. Po sezóně v klubu skončil.
V červenci 2013 se stal hráčem rakouského klubu SV Esternberg.

## Reprezentační kariéra
Milan Fukal zasáhl v letech 1996–1997 v dresu české reprezentace do 21 let do 7 utkání (1 výhra, 2 remízy a 4 prohry), aniž by vstřelil gól.
V české reprezentačním A-mužstvu odehrál v letech 1997–2003 19 zápasů (10 výher, 6 remíz, 3 prohry) a vstřelil 2 góly.

### Konfederační pohár FIFA 1997
Česká republika se zúčastnila Konfederačního poháru FIFA v roce 1997 v saúdskoarabském Rijádu, kam se kvalifikovala jako finalista Mistrovství Evropy z roku 1996, neboť vítězné Německo se odmítlo zúčastnit. V základní skupině B se český tým postupně střetl s Jihoafrickou republikou, Uruguayí a Spojenými arabskými emiráty. Milan Fukal se neobjevil v žádném zápase základní skupiny (postupně 13. prosince 1997 remíza 2:2 proti Jihoafrické republice, 15. prosince 1997 prohra ČR 1:2 proti Uruguayi a 17. prosince 1997 výhra ČR 6:1 proti Spojeným arabským emirátům). Nenastoupil ani v semifinále 19. prosince 1997 proti Brazílii (ČR podlehla jihoamerickému soupeři 0:2).
Nechyběl však v základní sestavě v zápase o třetí místo 21. prosince 1997 proti soupeři ze základní skupiny Uruguayi, kterého tentokrát český celek porazil 1:0 gólem Edvarda Lasoty a získal bronzové medaile. Milan Fukal odehrál plný počet minut a v 67. minutě dostal žlutou kartu. Byl to zároveň první Fukalův start v seniorské reprezentaci České republiky.

### EURO 2000
Český tým se na EURO 2000 v Nizozemsku a Belgii kvalifikoval deseti výhrami a v žebříčku FIFA se nacházel na druhém místě za Brazílií, přesto nepatřil k favoritům turnaje, octl se totiž v tzv. skupině smrti, kde se utkal s favorizovanými mužstvy Francie a Nizozemí a nevyzpytatelným Dánskem. Do prvního zápasu 11. června 2000 proti Nizozemí, v jehož závěru nizozemský hráč Frank de Boer proměnil pokutový kop nařízený italským rozhodčím Pierluigim Collinou a zajistil tak výhru svého týmu 1:0, Milan Fukal nenastoupil.
V dalším utkání 16. června s Francií Milan Fukal nastoupil na hřiště od začátku druhého poločasu místo Petra Gabriela, v 60. minutě vstřelil vítězný gól Francie na 2:1 Youri Djorkaeff a rozhodl tak o tom, že český tým nepostoupí do čtvrtfinále. Poslední utkání 21. června 2011 s Dánskem bylo střetnutím dvou týmů, které již neměly šanci postoupit, lépe je zvládl český celek s Milanem Fukalem v základní sestavě (odehrál celý zápas, ve 49. minutě dostal žlutou kartu), když vyhrál 2:0.

### Reprezentační góly a zápasy
Góly Milana Fukala za reprezentační A-mužstvo České republiky:
| Gól | Datum        | Stadion                | Soupeř    | Skóre (min.) | Výsledek | Soutěž           |
| --- | ------------ | ---------------------- | --------- | ------------ | -------- | ---------------- |
| 010 | 29. 3. 2000  | Na Stínadlech, Teplice | Austrálie | 01:0 0(9.)   | 3:1      | Přátelské utkání |
| 02  | 20. 11. 2002 | Na Stínadlech, Teplice | Švédsko   | 01:0 0(8.)   | 3:3      | Přátelské utkání |

Zápasy Milana Fukala v A-mužstvu České republiky 
| Rok    | Zápasy | Góly |
| ------ | ------ | ---- |
| 1997   | 1      | 0    |
| 1998   | 1      | 0    |
| 1999   | 1      | 0    |
| 2000   | 9      | 1    |
| 2001   | 3      | 0    |
| 2002   | 3      | 1    |
| 2003   | 1      | 0    |
| Celkem | 19     | 2    |

## Po aktivní kariéře
Milan Fukal patřil mezi řadu známých fotbalových osobností, které v roce 2014 ostře kritizovaly Českou asociaci fotbalových hráčů (ČAFH) v čele s Markétou Haindlovou pro nedůvěryhodnost, nečinnost a nepřehledné hospodaření. V únoru 2017 se stal patronem nově vzniklé Hráčské fotbalové unie (HFU). V červnu roku 2017 úspěšně kandidoval na post místopředsedy Hráčské fotbalové unie. V místopředsednické funkci setrval až do června 2021.
Je také členem týmu Real TOP Praha, v jehož dresu se zúčastňuje charitativních zápasů a akcí.